# انتهاكات حقوق الإنسان في معتقل غوانتانامو

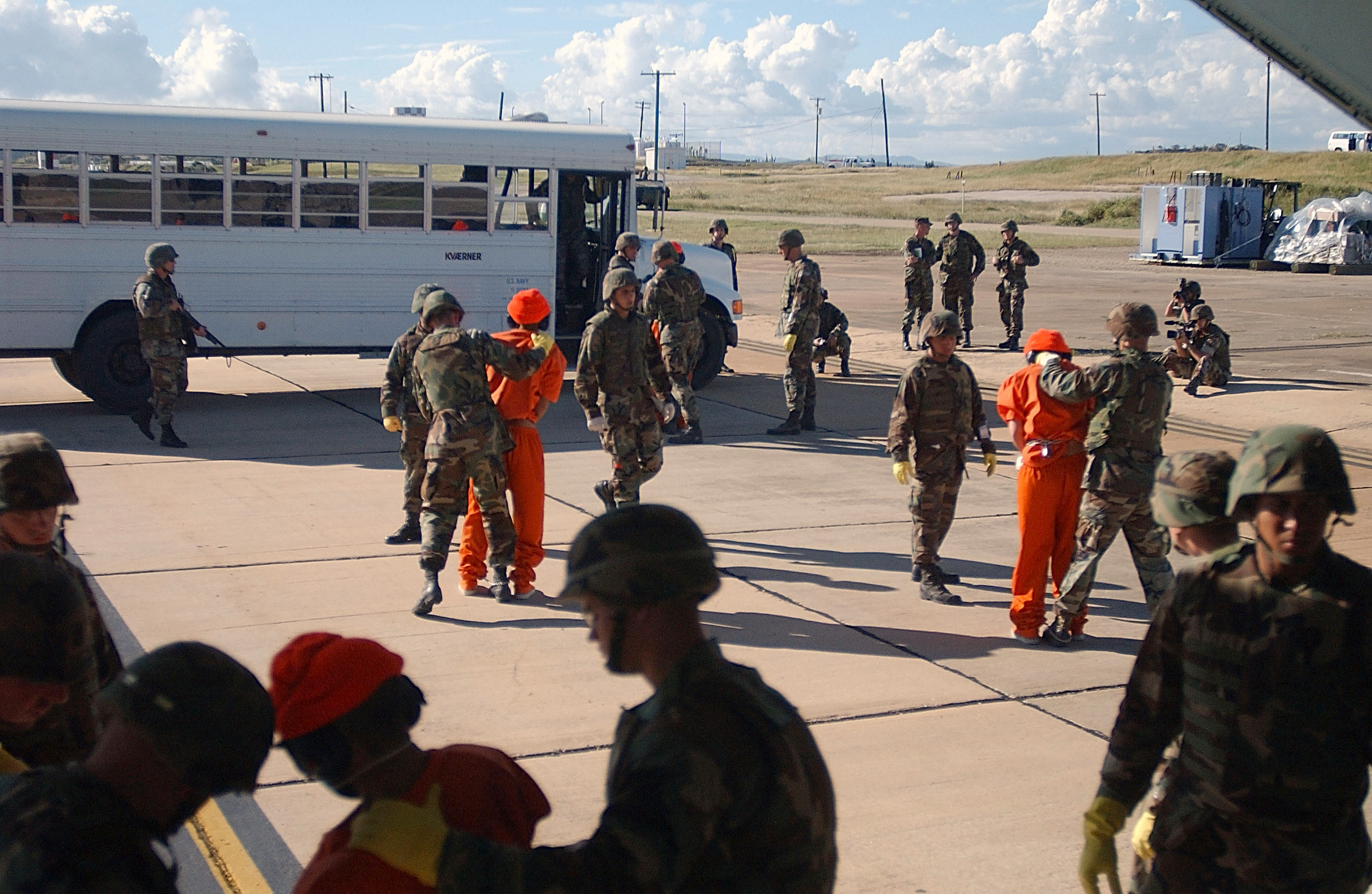
عملية نقل معتقلين غوانتانامو

انتهاكات حقوق الإنسان في معتقل غوانتانامو (بالإنجليزية: Human rights violations at Guantánamo Bay detention camp) وفقًا لخبراء الأمم المتحدة فإن مركز الاعتقال في خليج غوانتانامو الواقع جنوب شرق كوبا الذي بدأت الولايات المتحدة باستعماله في سنة 2002 لسجن من تشتبه في كونهم إرهابيين، هو معتقل ذو سمعة سيئة أُدين باعتباره موقعًا لانتهاكات حقوق الإنسان المستمرة.

## الوصف

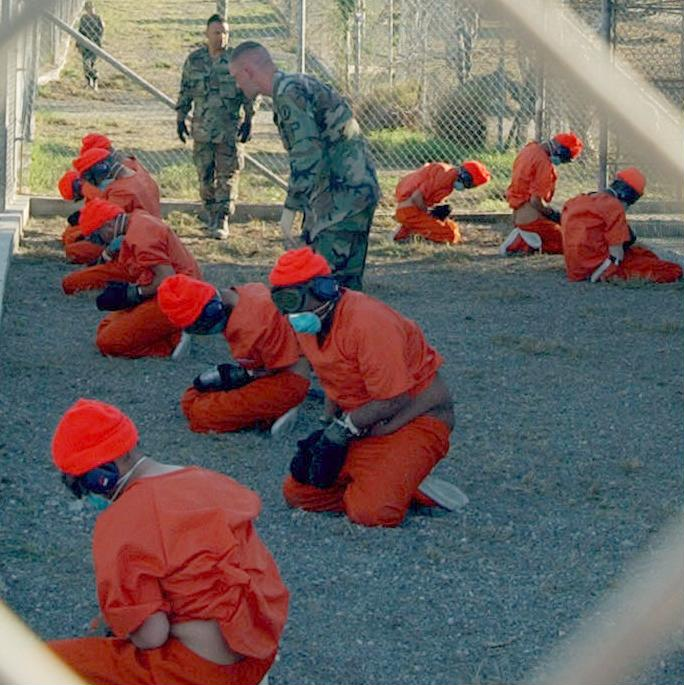
معتقلي غوانتانامو

يقع المعتقل في قاعدة غوانتانامو البحرية التي تستأجرها الولايات المتحدة من كوبا منذ 1903، نقلت إليه المعتقلين المقبوض عليهم في أفغانستان ودول أخرى.
تم إنشاء مركز الاعتقال من قبل إدارة جورج دبليو بوش الرئيس الأمريكي السابق في قاعدة عسكرية أمريكية في كوبا عام 2002، ظل هذا المعتقل يحتجز الرجال والسجناء لأكثر من 20 عامًا.

## الانتهاكات
أفادت وثيقة أصدرتها منظمة العفو الدولية عن انتهاكات مستمرة لحقوق الإنسان في معتقل غوانتانامو.
وفقًا لتقرير مجلس الشيوخ الصادر في عام 2014، تم إجبار السجناء المحتجزين في سجون الولايات المتحدة في جميع أنحاء العالم على الوقوف لساعات على أطراف مكسورة واحتجازهم في ظلام دامس.
استخدام الحرمان من النوم لمدة تصل إلى 180 ساعة ضد السجناء، وأجبر المعتقلون أحيانًا على الوقوف وأحيانًا بأذرعهم مقيدة فوق رؤوسهم، أُجبر السجناء على "التغذية الشرجية" مع ممارسة "القوة المفرطة" أثناء الفحوصات الشرجية.

## الاتهامات
يعتقد أن 8% فقط من المعتقلين في غوانتانامو كانوا أعضاء في تنظيم القاعدة، تم أسر 86% منهم عندما نشرت الولايات المتحدة إعلانات في باكستان وأفغانستان تعد بمكافآت مالية ضخمة لمن يدلي بمعلومات عن أشخاص مشتبه بهم، وقد تم تسليم العديد منهم من قبل المزارعين والمتنافسين.

## الأمم المتحدة
في عام 2023 أفادت Fionnuala Ní Aoláin  (فيونوالا ني أولين) أول محققة في مجال حقوق الإنسان التابعة للأمم المتحدة وقد سمح لها بزيارة المعسكر منذ إنشائه قبل عشرين عامًا، أن السجناء الثلاثين المحتجزين في خليج غوانتانامو ما زالوا يتعرضون لمعاملة قاسية مهينة وغير إنسانية من قبل الحكومة الأمريكية، بلغ عدد المعتقلين وقت الزيارة 34، ثم انخفض إلى 30.
ذكرت في تقريرها أن كل سجين تحدثت معه عانى من الأضرار المستمرة الناجمة عن "التسليم المنهجي والتعذيب والاحتجاز التعسفي"، طالبت مفتشة الأمم المتحدة باعتذار والتزام على عدم تكرار الجرائم.

## التعذيب
وصف مركز الاعتقال في خليج غوانتانامو بأنه "رمز للوحشية والتعذيب في ما يسمى بالحرب على الإرهاب التي تشنها الولايات المتحدة". وحسب اللجنة الدولية للصليب الأحمر أن السجناء في مركز الاعتقال في خليج غوانتانامو لسنوات يعانون من الشيخوخة المتسارعة.
أصدرت منظمة العفو الدولية تقريرًا سلط الضوء على انتهاكات حقوق الإنسان المستمرة في مركز الاعتقال في خليج غوانتانامو وأن الاعتقالات فيه دخلت عامها العشرين.
في عام 2023 حكم قاض عسكري في معتقل غوانتانامو بأن المتهم في هجمات 11 سبتمبر رمزي بن الشيبة غير قادر على مواجهة المحاكمة بعد أن قررت لجنة طبية عسكرية أن سوء المعاملة في احتجاز وكالة المخابرات المركزية قبل سنوات قد تركه مصابًا بالذهان بشكل دائم.
أفادت التقارير أن أبو زبيدة، أحد السجناء الثلاثة المحكومين مدى الحياة في  معتقل غوانتانامو استُخدم كحقل تجارب بشري في برنامج التعذيب التابع لوكالة المخابرات المركزية بعد أحداث 11 سبتمبر.

## تقارير منظمة العفو الدولية
نشرت منظمة العفو الدولية تقريرًا في عام 2021 سلط الضوء على انتهاكات حقوق الإنسان المستمرة في معتقل خليج غوانتانامو، وانتقد الرعاية الطبية غير الكافية للمعتقلين وأدان سجنهم إلى أجل غير مسمى دون محاكمات عادلة، كما سلط الضوء على الافتقار إلى المسؤولية عن الجرائم التي ارتكبت ضد المعتقلين على مدى السنوات التسع عشرة الماضية.

## التعذيب الجنسي
تضمن تحقيق أجري عام 2005 رواية من داخل المعتقل عن محققات نساء حاولن تحطيم نفسية المعتقلين المسلمين من خلال اللمس الجنسي وارتداء التنانير القصيرة والملابس الداخلية الضيقة، ومن هذه الحالات تلطيخ وجه رجل سعودي بدم الحيض الفاسد.
وضح تقرير تلقته وكالة أسوشيتد برس كيف استخدم الجيش الأمريكي النساء كجزء من "تكتيكات الاستجواب الجسدية والنفسية" الأكثر قسوة لإجبار المشتبه بهم في الإرهاب على التحدث والاعتراف.
أحد أساليب التعذيب إنزال السجين على الأرض، وحمله وكأن أحدهم على وشك ممارسة اللواط معه، واستخدام مصطلحات جنسية بذيئة ثم يبدأون الفعل المهين بلمس المناطق الحساسة المحيطة بالشرج بأيديهم أو بأشياء أخرى.